# Pacifische grenadiervis
De Pacifische grenadiervis (Coryphaenoides acrolepis) is een straalvinnige vissensoort uit de familie van rattenstaarten (Macrouridae). De wetenschappelijke naam van de soort is voor het eerst geldig gepubliceerd in 1884 door Bean.

## Kenmerken
Deze vis heeft een groenbruin lichaam dat geleidelijk in een draadvormige, geschubde staart versmald. Tevens heeft hij een grote, bolle kop met grote ogen en een spitse snuit. Zijn lichaamslengte bedraagt maximaal 87 cm en het gewicht tot 10 kg.

## Verspreiding en leefgebied
Deze soort komt voor in de diepzee op de afhellende randen van het continentaal plat.